# Saint-Nexans
Saint-Nexans település Franciaországban, Dordogne megyében. Lakosainak száma 1013 fő (2022. január 1.). Saint-Nexans Cours-de-Pile, Saint-Aubin-de-Lanquais, Saint-Germain-et-Mons, Conne-de-Labarde, Colombier és Bergerac községekkel határos.

## Népesség
A település népessége az elmúlt években az alábbi módon változott:
| Lakosok száma | 475  | 664  | 772  | 845  | 909  | 950  | 967  | 986  | 992  | 1013 |
|               | 1968 | 1982 | 1990 | 2006 | 2013 | 2015 | 2017 | 2019 | 2020 | 2022 |